# زوجي مختلط

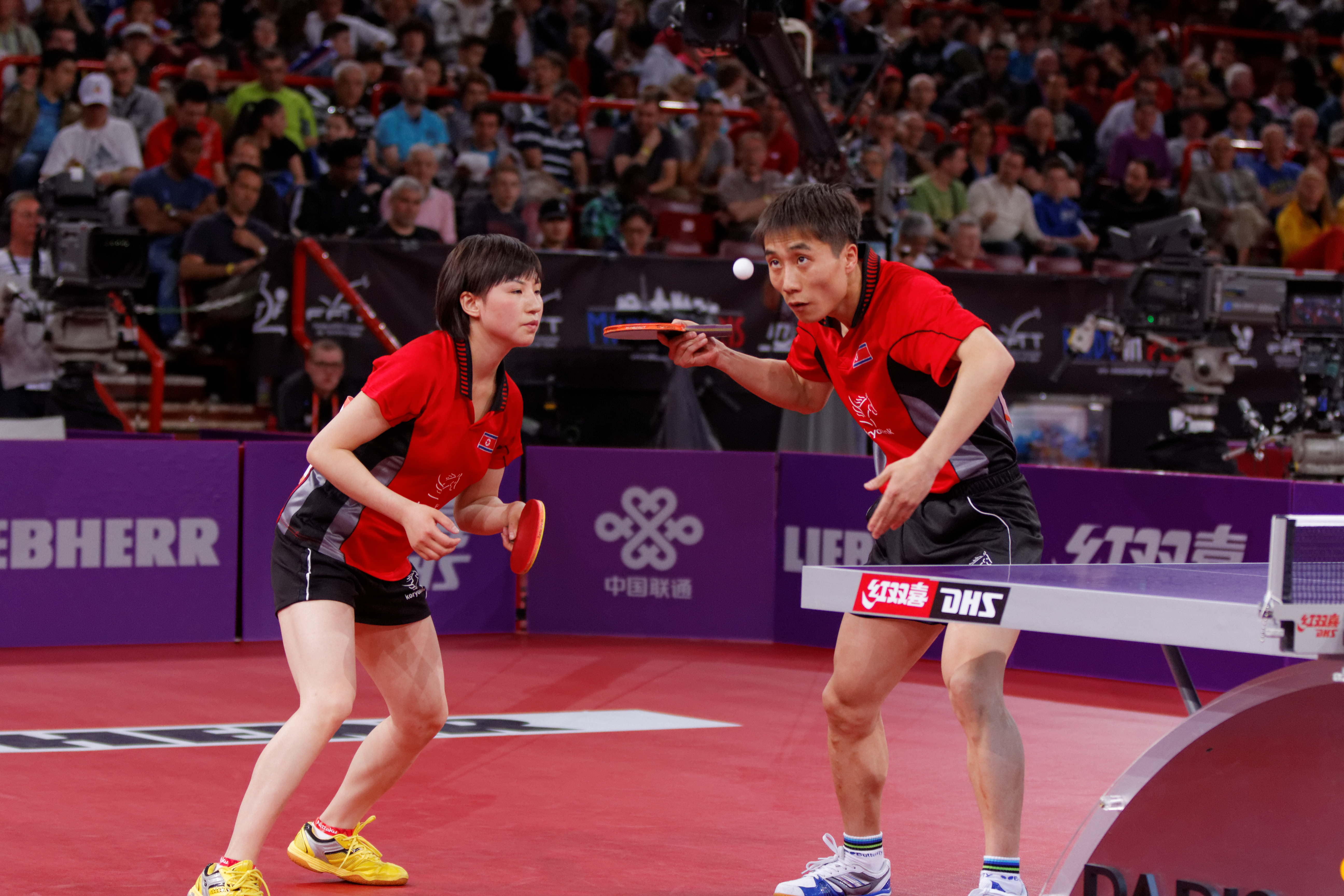
فريق زوجي مختلط يتنافس في بطولة العالم لكرة الطاولة

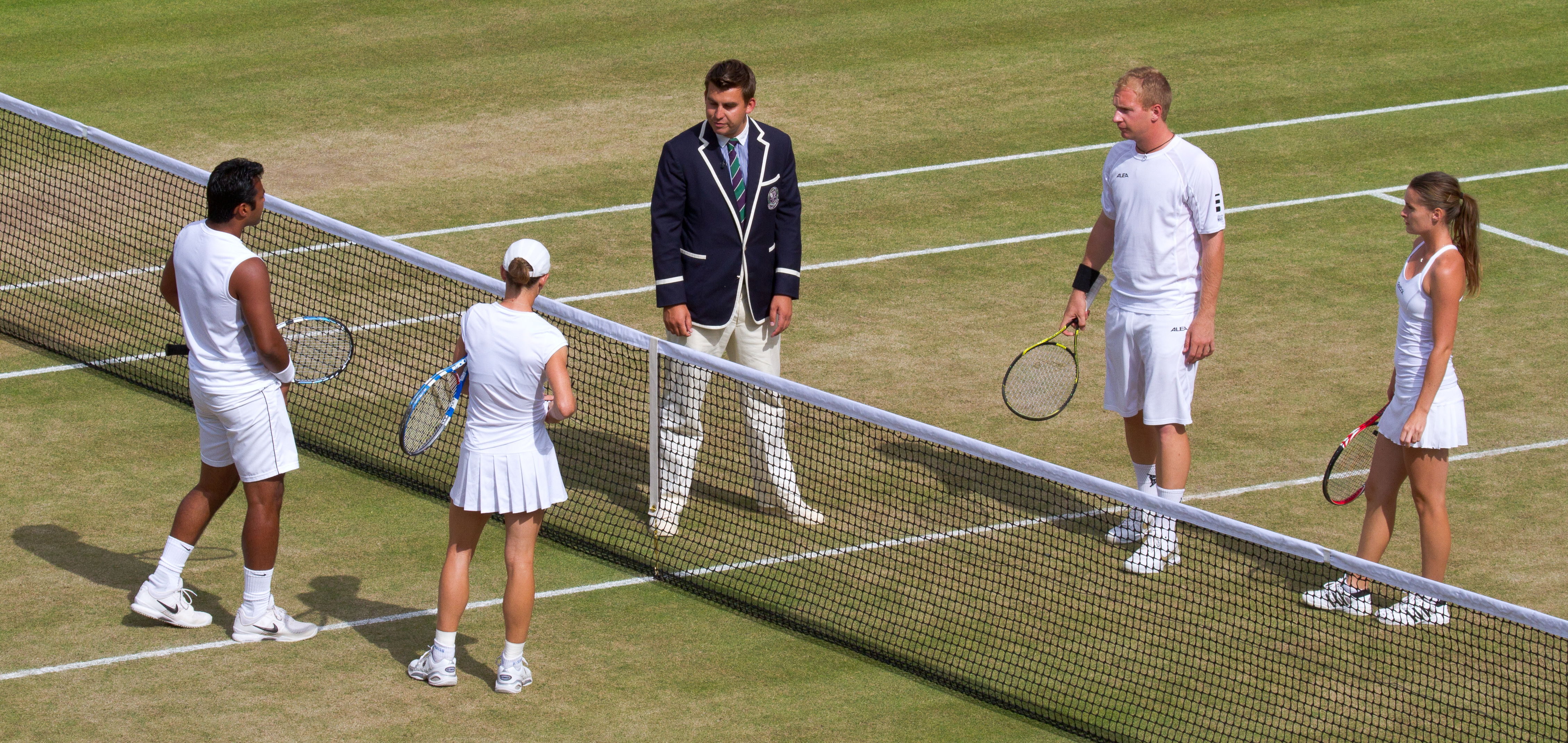
لاعبو الزوجي المختلط في كرة المضرب في ويمبلدون

الزوجي المختلط هو شكل من أشكال الرياضات المختلطة التي تتكون من فرق مكونة من رجل واحد وامرأة واحدة. هذا التنوع في المنافسة بارز في رياضات الشباك والمضرب، مثل كرة المضرب ، وكرة الطاولة ، والريشة الطائرة وفي الجمباز والتزلج على الجليد ، وألعاب الورق مثل جسر العقد.